# Langwelle
Als Langwelle (LW) bezeichnet man elektromagnetische Wellen mit Wellenlängen zwischen 1000 und 10.000 Meter (1 bis 10 Kilometer), entsprechend Frequenzen zwischen 30 kHz und 300 kHz (zum Vergleich: Mittelwelle 100 m bis 1000 m; Kurzwelle 10 bis 100 m; Ultrakurzwelle 1 bis 10 m). Funkwellen unter 30 kHz (über 10 km) werden als Längstwellen (VLF – Very Low Frequency) bezeichnet.
Die Ausbreitung erfolgt als Bodenwelle, während die schwach ausgeprägte Raumwelle tagsüber fast vollständig von der D‑Schicht der Ionosphäre absorbiert wird und deshalb nicht zur Erdoberfläche zurückkehrt. Nur bei Ausbreitung über die Nachtseite der Erde ist Fernempfang möglich, beim Zusammentreffen von Raum- und Bodenwelle sind dann auch Interferenzerscheinungen (Fading) zu beobachten.

## Nutzung
Auf 77,50 kHz wird das Zeitzeichen DCF77 der Physikalisch-Technischen Bundesanstalt ausgestrahlt, um damit z. B. Funkuhren wie die Junghans Mega zu synchronisieren.
Auf 100 kHz arbeitete das Funknavigationssystem LORAN-C. Weiterhin werden bis zur Einführung des digitalen Rundfunks per amplitudenmoduliertem Datensystem GPS-Korrektursignale (DGPS) versendet, diese Technik ist jedoch empfängerseitig schon weitestgehend durch satellitenbasierte Systeme (Satellite Based Augmentation System) abgelöst.
Die EFR GmbH betreibt in Deutschland und Ungarn drei Langwellensender für die Funkrundsteuerung.
Seit der Weltfunkkonferenz 2007 ist auch dem Amateurfunk ein kleiner Langwellenbereich zwischen 135,70 kHz und 137,80 kHz zugewiesen (siehe auch LowFER).
Der Sender DDH47 sendet auf der Frequenz 147,3 kHz, knapp neben dem Rundfunkbereich. Er sendet Wettermeldungen, hauptsächlich für die Seefahrt, mit einer Sendeleistung von 20 Kilowatt per Funkfernschreiben (RTTY) mit 50 Baud.
Der üblicherweise für Rundfunkübertragungen genutzte Bereich der Langwelle (Langwellenrundfunk) liegt zwischen 148,50 kHz und 283,50 kHz. Ab 255 kHz ist im Frequenzplan der Bundesnetzagentur auch Flugnavigation Funkfeuer ausgewiesen.
Der Bereich über 283,50 kHz wird für Flugfunk und Seefunk genutzt.
Im Langwellenbereich arbeiten auch die Trägerfrequenzanlagen der Energieversorgungsunternehmen zur trägerfrequenten Übermittlung von Messdaten über Hochspannungsleitungen. Diese Anlagen können den Empfang von Rundfunksendern im Langwellenbereich in der Nähe von Stromleitungen unter Umständen beachtlich stören. Früher wurden in manchen Gebieten über Strom- und Telefonleitungen, auch mit Hilfe von Trägerfrequenzanlagen, Rundfunkprogramme übertragen. In Deutschland hieß dieses System Drahtfunk, in der Schweiz war dies der Telefonrundspruch.